# Marcin Nitschke
Marcin Nitschke (* 26. Mai 1983 in Zielona Góra) ist ein polnischer Snookerspieler.

## Karriere
2002 gelang Nitschke erstmals der Einzug ins Finale der Polnischen Meisterschaft, in dem er durch einen 4:0-Sieg gegen Krzysztof Wróbel seinen ersten nationalen Titel gewann. Nachdem er im selben Jahr bei seiner ersten EM-Teilnahme in der Vorrunde ausgeschieden war, nahm er im Oktober erstmals an der Amateur-Weltmeisterschaft teil, bei der er die Finalrunde erreichte und in der Runde der letzten 32 dem Iren Martin McCrudden mit 0:5 unterlag. 2003 schaffte er es erneut ins Finale der Polnischen Meisterschaft, das er nun jedoch mit 1:5 gegen Rafał Jewtuch verlor.
Im Juli 2004 schied Nitschke bei seiner einzigen Teilnahme an der U-21-Weltmeisterschaft in der Vorrunde aus. Im Juni 2005 zog er erstmals in die Finalrunde der Europameisterschaft ein, in der er dem Waliser Gavin Pantall in der Runde der letzten 32 mit 4:5 unterlag. 2006 erreichte er erneut das Sechzehntelfinale und schied dort gegen Jamie Jones aus. 2007 wurde Nitschke durch einen 7:4-Sieg im Finale gegen Jacek Walter zum zweiten Mal Polnischer Meister. Bei der EM sowie der Amateur-WM 2007 schied er hingegen in der Vorrunde aus.
Bei der Polnischen Meisterschaft 2008 zog Nitschke zum vierten Mal ins Finale ein, in dem er sich jedoch Rekordsieger Rafał Jewtuch mit 6:7 geschlagen geben musste. Nachdem er bei der EM 2008 abermals im Sechzehntelfinale ausgeschieden war, erreichte Nitschke bei der Amateur-Weltmeisterschaft 2008 nach Siegen gegen Ahmed Saif und Mohammed Sammy das Achtelfinale, das er mit 3:5 gegen Soheil Vahedi verlor. Bei der EM 2009 schied er erneut in der Runde der letzten 32 aus.
In der Saison 2010/11 nahm Nitschke an zwei Turnieren der neu eingeführten Players Tour Championship teil, wobei er sowohl beim Auftaktturnier als auch bei den Brugge Open 2010 in der Runde der letzten 128 ausschied. Im Juni 2011 zog er durch einen 4:0-Sieg gegen den Belgier Yvan Van Velthoven erstmals ins Achtelfinale der Europameisterschaft ein, in dem er Kevin van Hove mit 4:5 unterlag. Beim Warsaw Classic 2011 schied er bereits in der Vorrunde gegen Sean O’Sullivan aus. Bei der Amateur-WM 2011 erreichte er die Runde der letzten 48, in der er gegen den Syrer Omar al-Kojah verlor.
2012 gelang Nitschke zum fünften Mal der Einzug ins Finale der Polnischen Meisterschaft. Dort traf er, wie bereits zehn Jahre zuvor, auf Krzysztof Wróbel, dem er nun jedoch mit 0:7 unterlag. Im Juni 2012 erreichte er erneut das EM-Achtelfinale. Bei der Amateur-WM 2012 verlor er in der Runde der letzten 64 gegen Mohsen Bukshaisha. Bei der EM 2013 unterlag er im Sechzehntelfinale dem Israeli Shachar Ruberg. Nachdem er bei den Gdynia Open 2014 die Runde der letzten 128 erreicht hatte, schied er 2015 bereits in der Vorrunde aus. Im Juni 2015 schied er bei der Europameisterschaft in der Runde der letzten 32 aus. Im November 2015 erreichte er bei den Bulgarian Open erstmals die zweite Runde eines PTC-Turniers. Nachdem er durch einen 4:0-Sieg gegen Nicholas Roberts in die Hauptrunde eingezogen war, gelangte er wegen der Absage seines Gegners Tian Pengfei kampflos in die Runde der letzten 64, in der er Nigel Bond mit 0:4 unterlag. Beim darauffolgenden PTC-Turnier, den Gibraltar Open 2015, schied er hingegen in der Vorrunde aus.

## Erfolge

### Finalteilnahmen
| Ausgang         | Jahr | Turnier                 | Finalgegner      | Ergebnis |
| --------------- | ---- | ----------------------- | ---------------- | -------- |
| Amateurturniere |      |                         |                  |          |
| Sieger          | 2002 | Polnische Meisterschaft | Krzysztof Wróbel | 4:0      |
| Zweiter         | 2003 | Polnische Meisterschaft | Rafał Jewtuch    | 1:5      |
| Sieger          | 2007 | Polnische Meisterschaft | Jacek Walter     | 7:4      |
| Zweiter         | 2008 | Polnische Meisterschaft | Rafał Jewtuch    | 6:7      |
| Zweiter         | 2012 | Polnische Meisterschaft | Krzysztof Wróbel | 0:7      |